# Zaeden
Сахим Шарма (англ. Sahim Sharma; род. 2 июля 1995, Гургаон, Индия), наиболее известен под своим сценическим именем Zaeden (Заиден) — индийский диджей и продюсер. Стал популярен благодаря ремиксам на песни различных исполнителей и групп таких как Coldplay с песней «Magic (Zeaden Remix)», Maroon 5 «Animals (Zeaden Remix)» и «Don’t Wanna Know (Zaeden Remix)» и «Love Yourself» Джастина Бибера. Брат известного индийского диджея Divij Jaen.

## Биография
Сахим Шарма родился в Индии в городе Гургаон. Там он посещал музыкальную школу, где его до выпуска учили играть на фортепиано, и уже в 14 лет начал работать диджеем. Он также посещал Индийский Университет в Ноиде, прежде чем переехать в Мумбаи для продолжения изучения звуковой инженерии. Шарма заявил, что его имя стало весьма известно по всей Индии и поэтому он взял себе псевдоним «Zaeden».

## Карьера
Шарма начал свою карьеру в возрасте 14 лет, создавая танцевальную музыку и записывая их на пластинки которые он продавал своим друзьям. Он выпустил свой первый сингл с названием «Land of Lords» в 2014. В том же году его ремикс на песню группы Coldplay «Magic» транслировался по радио Hardwell On Air нидерландским диджеем Hardwell. В этом же году он выпустил официальный ремикс на песню группы Maroon 5 «Animals». В 2015 году он подписал контракт с лейблом Spinnin’ Records, на котором выходит его сингл «Yesterday» совместно с диджеем Borgeous. В 2016 Шарма был на концерте Дэвида Гетта в Мумбаи. В том же году он вместе со многими индийскими диджеями выступил на фестивале Tomorrowland в Бельгии, с своим синглом «Yesterday» и ремиксом на песню Джастина Бибера «Love Yourself». В том же году Шарма выпускает второй сингл на Spinnin’ Records с названием «Never Let You Go» совместно с дуэтом двух диджеев Nina & Malika. В сингла присутствует вокал певца Чимо Франкеля. Он также был представлен в номинации «Best Dressed List 2016» журнала GQ в списке MensXP. Ещё выступив на конференции TEDx в музыкальной школе. В 2017 году Шарма выпустил второй официальный ремикс «Don’t Wanna Know» совместно с группой Maroon 5 и при участии американского рэпера Ламаром Кендриком. Он выпустил третий сингл «City of the Lonely Hearts» с участием Чимо Франкеля, до этого он хотел выступить в Болливуде в сотрудничестве с Рагхавом Матуром. В конце того года он выступал на Всемирном туре Джастина Бибера в Мумбаи.

## Дискография
| Название                                                                          | Год  | Позиции в чарте | Позиции в чарте | Позиции в чарте | Notes |
| Название                                                                          | Год  | US              | CAN             | UK              | Notes |
| --------------------------------------------------------------------------------- | ---- | --------------- | --------------- | --------------- | ----- |
| «Land of Lords» (совместно с Syzz)                                                | 2014 | —               | —               | —               | —     |
| «Yesterday» (совместно с Borgeous)                                                | 2015 | —               | —               | —               | ―     |
| «Never Let You Go» (совместно с Nina & Malika)                                    | 2016 | —               | —               | —               | ―     |
| «City of the Lonely Hearts» (feat. Cimo Fränkel)                                  | 2017 | —               | —               | —               | ―     |
| «—» denotes a recording that did not chart or was not released in that territory. |      |                 |                 |                 |       |